# NGC 449
NGC 449 (również PGC 4587) – galaktyka spiralna (Sb), znajdująca się w gwiazdozbiorze Ryb. Odkrył ją Édouard Jean-Marie Stephan 11 listopada 1881 roku. Należy do galaktyk Seyferta typu 2.